# Sabato sera — Studio Uno ’67
Sabato sera — Studio Uno ’67 — одиннадцатый студийный альбом итальянской певицы Мины, выпущенный в 1967 году на лейбле Ri-Fi.

## Об альбоме
Песни из данного альбома изначально были записаны Миной для участия в новой телевизионной программе «Sabato sera» (итал. Субботний вечер), которая пришла на смену программе «Studio Uno» (итал. Первая студия). Мина принимала участие в программе в качестве ведущей. Ранее певица уже выпускала альбомы с материалом из программ «Studio Uno».
Альбом полностью состоит из песен на итальянском языке. Несмотря на то, что предыдущий альбом, Mina 2, был выпущен по новой технологии со стереозвуком, данный альбом имеет монозвучание.
Альбом был выпущен в мае 1967 года, когда шоу «Sabato sera» уже шло в эфире RAI. Это был последний студийный альбом певицы, выпущенный на лейбле Ri-Fi, следующие альбомы будут выходить на её собственном лейбле PDU. Пластинка добралась до третьей позиций в годовом альбомном хит-параде. Также был подготовлен экспортный вариант альбома для релиза в Латинской Америке, было сокращено название (до Sabato sera) изменён порядок треков, а их названия были переведены на испанский язык. В 1997 году RCA Italiana выпустили ремастеринговую версию альбома.

## Список композиций
| №  | Название                                            | Автор(ы)                          | Длительность |
| -- | --------------------------------------------------- | --------------------------------- | ------------ |
| 1. | «La banda (A banda)»                                | Антонио Амурри, Шику Буарки       | 2:35         |
| 2. | «Tu non credi più»                                  | Альберто Теста, Могол, Тони Ренис | 3:07         |
| 3. | «Se c'è una cosa che mi fa impazzire»               | Антонио Амурри, Бруно Канфора     | 2:38         |
| 4. | «Se tornasse, caso mai (If He Walked into My Life)» | Джорджо Калабрезе, Джерри Херман  | 2:41         |
| 5. | «Quando vedrò»                                      | Мариса Теци, Карло Альберто Росси | 3:27         |

| №  | Название             | Автор(ы)                         | Длительность |
| -- | -------------------- | -------------------------------- | ------------ |
| 1. | «L’immensità»        | Могол, Дон Баки, Детто Мариано   | 2:36         |
| 2. | «Conversazione»      | Антонио Амурри, Бруно Канфора    | 2:19         |
| 3. | «Sabati e domeniche» | Могол, Джанкарло Колоннелло      | 2:44         |
| 4. | «Noi due»            | Альберто Теста, Аугусто Мартелли | 3:15         |
| 5. | «Portami con te»     | Антонио Амурри, Бруно Канфора    | 2:36         |

## Чарты

### Годовые чарты
| Чарт (1967)              | Позиция |
| ------------------------ | ------- |
| Италия (Musica e dischi) | 3       |